# Boľ
Boľ (maďarsky Boly) je obec na Slovensku v okrese Trebišov. Na území obce je chráněné ptačí území Medzibodrožie.

## Symboly obce
Podle heraldického rejstříku má obec následující symboly, které byly přijaty 31. ledna 2002. Na znaku je symbolika rolnictva podle otisku pečetidla z roku 1787.

### Znak
V zeleném štítě z ostří stříbrného položeného obráceného srpu se zlatou rukojetí vyrůstající tři zlaté klasy bez osin na listnatých stéblech, bočně odkloněné.

### Vlajka
Vlajka má podobu osmi podélných pruhů v pořadí: žlutého, zeleného, žlutého, zeleného, žlutého, zeleného, bílého a zeleného. Vlajka má poměr stran 2:3 a ukončena je třemi cípy, tj. dvěma zástřihy, sahajícími do třetiny jejího listu.